# Philippe Brewaeys
Philippe Brewaeys, né le 3 septembre 1957 et mort le 2 mai 2016 à Bruxelles, est un journaliste d'investigation belge et auteur de livres d'enquête.

## Parcours
Membre de la rédaction de l'hebdomadaire de gauche POUR dans les années 1970, il met sur pied en 1986 l'équipe belge du journal français sur et contre l'extrême droite Article.31, puis cofonde la revue d'investigation CelsiuS en 1987,.
Plusieurs journalistes d'investigation en seront membres et écrieront pour cette revue : Manuel Abramowicz, Hugo Gijsels...
Par la suite, il condamnera ce qu'il nomme les « bigots de la gauche complexée », une quinzaine de personnalités de gauche, dont Edwy Plenel, Roger Garaudy, Zakia Khattabi, Marc Jacquemain ou Claude Semal. coupables, selon lui, de complaisance vis-à-vis de l’islamisme.
À la suite de son décès, la RTBF.be, le site Internet de la télévision et radio publiques belges francophones, rappelle que Philippe Brewaeys a été journaliste pour des magazines et revues. La RTBF.be note également que « Philippe Brewaeys était réputé pour pratiquer un journalisme minutieux et pointilleux ». 
Il est par ailleurs l'auteur de livres d'enquête sur le génocide des Tutsis commis au Rwanda en 1994, des affaires politico-judiciaires et criminelles, l'extrême droite et une secte qui ont secoué l'actualité belge et internationale.
En 1998, Régina Louf assigne en justice Philippe Brewaeys, son confrère Jean-Frédérick Deliège et le député-bourgmestre d'Andenne Claude Eedeckens pour l'avoir calomniée dans une interview, en marge de l’affaire Dutroux, publiée dans le Soir illustré.

## Travail journalistique
Philippe Brewaeys a publié plusieurs scoops qui vont secouer le monde politique, médiatique et judiciaire[réf. nécessaire]. 
En 2013, il est l'auteur d'un livre qui, selon le quotidien belge Le Soir, « tend à démontrer les incohérences de l’enquête menée par l’ex-juge d’instruction français Jean-Louis Bruguière sur l’attentat commis le 6 avril 1994 à Kigali contre l’avion du président rwandais Juvénal Habyarimana, élément déclencheur du génocide qui a fait au moins 800.000 morts en trois mois au pays des Mille Collines ».